# 김윤지 (1984년)
김윤지(1984년 3월 21일 ~ )는 대한민국의 배우이자 모델이다.

## 영화
| 연도 | 제목          | 역할           | 비고 |
| ---- | ------------- | -------------- | ---- |
| 2013 | 마이 라띠마   | 나레이터 모델1 |      |
| 2013 | 창수          | 상태부인 은정  |      |
| 2015 | 고양이 장례식 | 재희친구2      |      |
| 2018 | 일진          | 영호 모        |      |
| 2018 | 일진 2        | 영호 모        |      |
| 2018 | 일진 3        | 영호 모        |      |
| 2019 | 로드킬        | 연희           |      |